# Kevin Rogers
Kevin Rogers (Merthyr Tydfil, 23 settembre 1963) è un ex calciatore gallese, di ruolo centrocampista.

## Carriera

### Giocatore
Nel 1979 viene ingaggiato dall'Aston Villa per giocare nel settore giovanile, e 2 anni più tardi, all'età di 18 anni, firma il suo primo contratto professionistico: rimane nel club fino al termine della stagione 1982-1983, venendo impiegato con buona frequenza nella squadra riserve ma senza mai esordire in partite ufficiali con la prima squadra.
Nell'estate del 1983 viene lasciato libero dall'Aston Villa e si accasa all'altro club cittadino, il Birmingham City, a sua volta militante nella prima divisione inglese. Qui fa il suo esordio tra i professionisti, e nel corso della stagione gioca complessivamente 9 partite in massima serie, nelle quali segna anche una rete; a fine anno il suo contratto non viene però rinnovato, e per la stagione successiva va a giocare nel Wrexham, club gallese militante nella quarta divisione inglese (all'epoca non esisteva ancora un campionato nazionale gallese). Qui segna 3 gol in 35 partite di campionato e, essendo il club impegnato anche in Coppa delle Coppe (in quanto finalista perdente della precedente edizione della Coppa del Galles contro lo Shrewsbury Town, che però essendo inglese non poteva rappresentare la federazione gallese nelle competizioni UEFA), fa anche il suo esordio nelle competizioni UEFA per club: in particolare, gioca sia nelle 2 partite del primo turno (in cui i gallesi eliminano a sorpresa i più quotati portoghesi del Porto grazie ai gol in trasferta, con un punteggio complessivo di 4-4) sia negli ottavi di finale, in cui vengono eliminati con un complessivo 3-0 dagli italiani della Roma. A fine stagione si trasferisce ai semiprofessionisti gallesi del Rhyl, club di Northern Premier League; dopo una sola stagione passa al Merthyr Tydfil, club della sua città natale militante in Southern Football League Midland Division One, con cui nella stagione 1986-1987 vince la Coppa del Galles, centrando la prima qualificazione alle competizioni UEFA per club nella storia del club. Partecipa quindi alla Coppa delle Coppe 1987-1988, nella quale i gallesi nel primo turno affrontano gli italiani dell'Atalanta, militanti in Serie B: nella partita di andata giocata in Galles, Rogers segna una delle 2 reti con cui i Martyrs si impongono a sorpresa con il punteggio di 2-1; Rogers gioca da titolare anche nella partita di ritorno, nella quale i bergamaschi si impongono con il punteggio di 2-0 passando il turno. Rogers in seguito rimane nel club, che nella stagione 1988-1989 vince la Southern Football League (in cui era una neopromossa in seguito alla vittoria della Midland Division One dell'anno precedente) venendo promosso in Football Conference.

### Allenatore
Dal 2006 al 2009 ha lavorato come vice al Troedyrhiw, club della terza divisione gallese; nella stagione 2009-2010 per alcuni mesi ha anche allenato il club, salvo poi dimettersi dall'incarico.

## Palmarès

### Club

#### Competizioni nazionali
- Coppa del Galles: 1

Merthyr Tydfil: 1986-1987
- Southern Football League: 1

Merthyr Tydfil: 1988-1989
- Southern Football League Midland Division One: 1

Merthyr Tydfil: 1987-1988